# 刘菊娇
刘菊娇（1962年9月—），女，汉族，江西崇仁人，中华人民共和国政治人物。现任江西省教育厅一级巡视员，民进江西省委副主委。第十四届全国政协委员。